# Monday Morning Apocalypse
Monday Morning Apocalypse is het zesde album van de Zweedse metalband Evergrey, uitgebracht in 2006 door InsideOut Records.

## Musici
- Tom S. Englund - zanger, gitarist
- Henrik Danhage - gitarist
- Michael Håkansson - bassist
- Jonas Ekdahl - drummer
- Rikard Zander - toetsenist

## Muziek
| Nr. | Titel                       | Duur |
| --- | --------------------------- | ---- |
| 1.  | Monday Morning Apocalypse   | 3:10 |
| 2.  | Unspeakable                 | 3:55 |
| 3.  | Lost                        | 3:13 |
| 4.  | Obedience                   | 4:13 |
| 5.  | The Curtain Fall            | 3:09 |
| 6.  | In Remembrance              | 3:33 |
| 7.  | At Loss For Words           | 4:13 |
| 8.  | Till Dagmar                 | 1:40 |
| 9.  | Still In The Water          | 5:17 |
| 10. | The Dark I Walk You Through | 4:19 |
| 11. | I Should                    | 4:51 |